# Euro Hockey League masculin 2021
Navigation
2018-2019 2022
L'Euro Hockey League 2021 sera la 14e saison de l'Euro Hockey League en Europe, premier tournoi des clubs de hockey sur gazon, organisé par la EHF.
En raison de la pandémie de Covid-19 en Europe, un format différent sera utilisé avec un seul événement et 16 équipes de moins. Les quatre équipes participantes sont les quatre clubs d'origine pour le format original. Les demi-finales se joueront le 3 avril et la finale le 5 avril 2021 au Wagener Stadium à Amsterdam, aux Pays-Bas et le Knock-out 16 se joueront du 30 septembre au 3 octobre 2021 au KHC Dragons à Brasschaat, en Belgique.

## Attribution de l'équipe de l'association
Au total, 20 équipes de 11 des 45 associations membres de la EHF ont participé à l'Euro Hockey League 2020-2021. Le classement des associations basé sur les coefficients des pays de l'EHL est utilisé pour déterminer le nombre d'équipes participantes pour chaque association:
- Les associations 1 à 3 ont chacune trois équipes qualifiées.
- Les associations 4 à 6 ont chacune deux équipes qualifiées.
- Les associations 7 à 11 ont chacune une équipe qualifiée.

### Classement des associations
Pour l'Euro Hockey League 2019-20, les associations se voient attribuer des places en fonction de leurs coefficients de pays EHL 2020, qui prennent en compte leurs performances en Euro Hockey League et les Trophées d'Europe I et II de 2017-2018 à 2019-2020.
| Rang | +/- positions   | Association    | Points | Équipes |
| ---- | --------------- | -------------- | ------ | ------- |
| 1    | 0               | Allemagne      | 41.834 | 3       |
| 2    | 1               | Pays-Bas       | 37.000 | 3       |
| 3    | 1               | Belgique       | 34.500 | 3       |
| 4    | 0               | Espagne        | 31.083 | 2       |
| 5    | 0               | Angleterre     | 29.500 | 2       |
| 6    | 1               | Russie         | 20.625 | 2       |
| 7    | 1               | France         | 19.000 | 1       |
| 8    | 0               | Écosse         | 17.250 | 1       |
| 9    | 0               | Irlande        | 17.000 | 1       |
| 10   | 0               | Biélorussie    | 16.875 | 1       |
| 11   | 0               | Autriche       | 16.375 | 1       |
| 12   | 0               | Pays de Galles | 11.375 | 0       |
| 13   | 0               | Pologne        | 8.750  | 0       |
| 14   | 0               | Suisse         | 8.250  | 0       |
| 14   | 1               | Ukraine        | 8.250  | 0       |
| 16   | 2               | Italie         | 5.000  | 0       |
| 17   | 1               | Portugal       | 3.750  | 0       |
| 18   | 1               | Tchéquie       | 3.250  | 0       |
| 19   | Nouvelle entrée | Croatie        | 2.250  | 0       |
| 19   | Nouvelle entrée | Danemark       | 2.250  | 0       |

### Équipes
| Final 4                    | Final 4                 | Final 4              | Final 4             |
| -------------------------- | ----------------------- | -------------------- | ------------------- |
| HC Bloemendaal             | HTC Uhlenhorst Mülheim  | Royal Léopold Club   | Atlètic Terrassa HC |
| Knock-out 16               |                         |                      |                     |
| KHC Dragons                | La Gantoise Hockey Club | Mannheimer HC        | Rot-Weiss Köln      |
| HC 's-Hertogenbosch        | SV Kampong              | Club Campo de Madrid | Surbiton HC         |
| Hampstead & Westminster HC | Dinamo Elektrostal      | Dinamo Ak-Bars       | Saint-Germain HC    |
| Grange HC                  | Three Rock Rovers HC    | HC Minsk             | SV Arminen          |

## Effets de la pandémie de Covid-19
En mai 2020, il a été annoncé que le premier tour, généralement joué en octobre, ne pouvait pas être joué en raison de la pandémie de Covid-19 en Europe et que le format de cette saison serait changé. Le 11 février 2021, il a été annoncé que le tournoi serait joué avec seulement quatre équipes et à huis clos.

### Format d'origine
À l'origine, le nombre d'équipes a été réduit à seulement 12 des 20 équipes habituelles. Les équipes restantes auraient disputé la phase de classement. Le nombre différent d'équipes signifiait également un nouveau format pour cette saison. La tête de série numéro un des quatre premières nations classées a reçu un laissez-passer pour la finale 8. Les huit équipes restantes auraient joué dans quatre matches à élimination directe pour avoir une chance de les rejoindre dans la finale 8; les perdants disputeraient par la suite des matchs de classement pour les 9e et 11e places,.

## Dernier carré (Amsterdam)
|  | Demi-finales           | Demi-finales        |                 |   | Finale | Finale |
|  | Demi-finales           | Demi-finales        |                 |   | Finale | Finale |
|  |                        |                     |                 |   |        |        |
|  |                        |                     |                 |   |        |        |
|  |                        |                     |                 |   |        |        |
|  | HC Bloemendaal         | 1 (5)               |                 |   |        |        |
|  | HC Bloemendaal         | 1 (5)               |                 |   |        |        |
|  | Royal Léopold Club     | 1 (4)               |                 |   |        |        |
|  | Royal Léopold Club     | 1 (4)               | HC Bloemendaal  | 5 |        |        |
|  |                        |                     | HC Bloemendaal  | 5 |        |        |
|  |                        | Atlètic Terrassa HC | 2               |   |        |        |
|  | HTC Uhlenhorst Mülheim | Atlètic Terrassa HC | 2               | 2 |        |        |
|  | HTC Uhlenhorst Mülheim |                     |                 | 2 |        |        |
|  | Atlètic Terrassa HC    | 3                   |                 |   |        |        |
|  | Atlètic Terrassa HC    | 3                   | Troisième place |   |        |        |
|  |                        |                     |                 |   |        |        |
|  |                        |                     |                 |   |        |        |
|  |                        |                     |                 |   |        |        |
|  | HTC Uhlenhorst Mülheim | 2                   |                 |   |        |        |
|  | HTC Uhlenhorst Mülheim | 2                   |                 |   |        |        |
|  | Royal Léopold Club     | 4                   |                 |   |        |        |
|  | Royal Léopold Club     | 4                   |                 |   |        |        |

### Demi-finales
| 3 avril 2021 | HC Bloemendaal                                                     | 1 - 1             | Royal Léopold Club                                                       |                                                                        |                                                                        |
| 16h15        | Jolie 48e                                                          | (0 - 0)           | 33e Baumgarten                                                           | Arbitrage : Michiel Otten Ben Göntgen Arbitre vidéo : Laurine Delforge | Arbitrage : Michiel Otten Ben Göntgen Arbitre vidéo : Laurine Delforge |
| 16h15        | Rapport                                                            |                   |                                                                          | Arbitrage : Michiel Otten Ben Göntgen Arbitre vidéo : Laurine Delforge | Arbitrage : Michiel Otten Ben Göntgen Arbitre vidéo : Laurine Delforge |
| 16h15        | Croon · T. Brinkman · Fuchs · Schuurman · Van Doren · ---- · Croon | Tirs au but 5 - 4 | Degroote · Plennevaux · Zimmer · Poncelet · Baumgarten · ---- · Poncelet | Arbitrage : Michiel Otten Ben Göntgen Arbitre vidéo : Laurine Delforge | Arbitrage : Michiel Otten Ben Göntgen Arbitre vidéo : Laurine Delforge |

|       | HTC Uhlenhorst Mülheim | 2 - 3   | Atlètic Terrassa HC            |                                                                                       |                                                                                       |
| 18h45 | Herzbruch 11e, 59e     | (1 - 0) | 43e Bonastre · 58e, 60e Cunill | Arbitrage : Coen van Bunge Sébastien Michielsen Arbitre vidéo : Céline Martin-Schmets | Arbitrage : Coen van Bunge Sébastien Michielsen Arbitre vidéo : Céline Martin-Schmets |
| 18h45 | Rapport                |         |                                | Arbitrage : Coen van Bunge Sébastien Michielsen Arbitre vidéo : Céline Martin-Schmets | Arbitrage : Coen van Bunge Sébastien Michielsen Arbitre vidéo : Céline Martin-Schmets |

### Troisième et quatrième place
| 4 avril 2021 | HTC Uhlenhorst Mülheim | 2 - 4   | Royal Léopold Club                  |                                                                               |                                                                               |
| 16h00        | Nyström 8e, 23e        | (2 - 2) | 23e, 26e, 53e Muschs · 51e Cuvelier | Arbitrage : Michiel Otten Sébastien Michielsen Arbitre vidéo : Coen van Bunge | Arbitrage : Michiel Otten Sébastien Michielsen Arbitre vidéo : Coen van Bunge |
| 16h00        | Rapport                |         |                                     | Arbitrage : Michiel Otten Sébastien Michielsen Arbitre vidéo : Coen van Bunge | Arbitrage : Michiel Otten Sébastien Michielsen Arbitre vidéo : Coen van Bunge |

### Finale
| 5 avril 2021 | HC Bloemendaal                                                 | 5 - 2   | Atlètic Terrassa HC       |                                                                         |                                                                         |
| 13h30        | Van der Drift 3e · T. Brinkman 5e, 41e · Fuchs 17e · Swaen 50e | (3 - 1) | 10e Cunill · 58e Bonastre | Arbitrage : Coen van Bunge Ben Göntgen Arbitre vidéo : Laurine Delforge | Arbitrage : Coen van Bunge Ben Göntgen Arbitre vidéo : Laurine Delforge |
| 13h30        | Rapport                                                        |         |                           | Arbitrage : Coen van Bunge Ben Göntgen Arbitre vidéo : Laurine Delforge | Arbitrage : Coen van Bunge Ben Göntgen Arbitre vidéo : Laurine Delforge |

## Coupe de classement (Brasschaat)

### Knock-out 16
| 30 septembre 2021 | SV Kampong                                                     | 5 - 2   | Dinamo Elektrostal |                                         |                                         |
| 15h00             | Kemperman 13e · Janssen 26e · Lageman 32e · Kellerman 54e, 58e | (2 - 1) | 2e, 40e Dvoretskii | Arbitrage : Andres Ortiz Alex Fedenczuk | Arbitrage : Andres Ortiz Alex Fedenczuk |
| 15h00             | Rapport                                                        |         |                    | Arbitrage : Andres Ortiz Alex Fedenczuk | Arbitrage : Andres Ortiz Alex Fedenczuk |

|       | HC 's-Hertogenbosch                                           | 6 - 0   | Saint-Germain HC |                                        |                                        |
| 17h15 | Smith 30e · Wotherspoon 31e · Bijen 49e, 55e · Boers 56e, 59e | (1 - 0) |                  | Arbitrage : Bruce Bale Shane O'Donnell | Arbitrage : Bruce Bale Shane O'Donnell |
| 17h15 | Rapport                                                       |         |                  | Arbitrage : Bruce Bale Shane O'Donnell | Arbitrage : Bruce Bale Shane O'Donnell |

|       | La Gantoise Hockey Club                          | 4 - 4             | Club Campo de Madrid                                          |                                        |                                        |
| 19h30 | Kina 29e · Scheen 46e · Masson 58e · Bugallo 60e | (1 - 3)           | 14e Lacalle · 16e, 25e Basterra · 56e Iglesias                | Arbitrage : Tim Meissner Maarten Boxma | Arbitrage : Tim Meissner Maarten Boxma |
| 19h30 | Rapport                                          |                   |                                                               | Arbitrage : Tim Meissner Maarten Boxma | Arbitrage : Tim Meissner Maarten Boxma |
| 19h30 | Bugallo · Masson · Tynevez · Kina · Ferreiro     | Tirs au but 3 - 4 | Iglesias · Abajo Sáenz de Tejada · Garcia · Basterra · Zorita | Arbitrage : Tim Meissner Maarten Boxma | Arbitrage : Tim Meissner Maarten Boxma |

| 2 octobre 2021 | Three Rock Rovers HC                                  | 4 - 5   | HC Minsk                                                |                                           |                                           |
| 09h30          | Johnson 21e · Morris 25e · Spencer 40e · Haughton 55e | (2 - 2) | 22e, 24e, 34e Belavusau · 45e Hancharou · 52e Paulovich | Arbitrage : Tim Meissner Daniel Rodriguez | Arbitrage : Tim Meissner Daniel Rodriguez |
| 09h30          | Rapport                                               |         |                                                         | Arbitrage : Tim Meissner Daniel Rodriguez | Arbitrage : Tim Meissner Daniel Rodriguez |

|       | Mannheimer HC                                     | 2 - 2             | Hampstead & Westminster HC                |                                             |                                             |
| 11h45 | Schachner 58e · Peillat 60e                       | (0 - 1)           | 14e, 59e Guise-Brown                      | Arbitrage : Michael Dutrieux Alex Fedenczuk | Arbitrage : Michael Dutrieux Alex Fedenczuk |
| 11h45 | Rapport                                           |                   |                                           | Arbitrage : Michael Dutrieux Alex Fedenczuk | Arbitrage : Michael Dutrieux Alex Fedenczuk |
| 11h45 | Fischer · Hartkopf · Weigand · Müller · Barreiros | Tirs au but 2 - 0 | Ramshaw · Shipperley · Kaeppeler · French | Arbitrage : Michael Dutrieux Alex Fedenczuk | Arbitrage : Michael Dutrieux Alex Fedenczuk |

|       | KHC Dragons             | 1 - 1             | Surbiton HC                           |                                        |                                        |
| 16h15 | Crols 34e               | (0 - 0)           | 42e Taylor                            | Arbitrage : Maarten Boxma Andres Ortiz | Arbitrage : Maarten Boxma Andres Ortiz |
| 16h15 | Rapport                 |                   |                                       | Arbitrage : Maarten Boxma Andres Ortiz | Arbitrage : Maarten Boxma Andres Ortiz |
| 16h15 | Denayer · Raes · Rubens | Tirs au but 3 - 1 | Spencer · Goodfield · Golden · Sorsby | Arbitrage : Maarten Boxma Andres Ortiz | Arbitrage : Maarten Boxma Andres Ortiz |

### Matchs de classement
| 1er octobre 2021 | La Gantoise Hockey Club                     | 4 - 2   | Saint-Germain HC           |                                              |                                              |
| 17h15            | Scheen 11e, 46e · Bugallo 16e · Tynevez 58e | (2 - 0) | 45e Parrilla · 59e Jeanmot | Arbitrage : Daniel Rodriguez Shane O'Donnell | Arbitrage : Daniel Rodriguez Shane O'Donnell |
| 17h15            | Rapport                                     |         |                            | Arbitrage : Daniel Rodriguez Shane O'Donnell | Arbitrage : Daniel Rodriguez Shane O'Donnell |

| 3 octobre 2021 | Hampstead & Westminster HC                            | 4 - 1   | Three Rock Rovers HC |                                               |                                               |
| 09h30          | Guise-Brown 17e · Kelly 17e · Ramshaw 24e · Sharp 51e | (3 - 1) | 28e Hosking          | Arbitrage : Michael Dutrieux Daniel Rodriguez | Arbitrage : Michael Dutrieux Daniel Rodriguez |
| 09h30          | Rapport                                               |         |                      | Arbitrage : Michael Dutrieux Daniel Rodriguez | Arbitrage : Michael Dutrieux Daniel Rodriguez |

### Knock-out 8
| 1er octobre 2021 | SV Kampong                                                     | 5 - 1   | SV Arminen  |                                           |                                           |
| 15h00            | De Geus 20e · Kellerman 26e, 47e · Dobbelaar 29e · Janssen 57e | (3 - 1) | 13e R. Bele | Arbitrage : Michael Dutrieux Tim Meissner | Arbitrage : Michael Dutrieux Tim Meissner |
| 15h00            | Rapport                                                        |         |             | Arbitrage : Michael Dutrieux Tim Meissner | Arbitrage : Michael Dutrieux Tim Meissner |

|       | HC 's-Hertogenbosch                           | 3 - 2   | Club Campo de Madrid       |                                       |                                       |
| 19h30 | Versteeg 9e · Van der Horst 23e · Reyenga 56e | (2 - 1) | 15e Lacalle · 57e Basterra | Arbitrage : Bruce Bale Alex Fedenczuk | Arbitrage : Bruce Bale Alex Fedenczuk |
| 19h30 | Rapport                                       |         |                            | Arbitrage : Bruce Bale Alex Fedenczuk | Arbitrage : Bruce Bale Alex Fedenczuk |

| 3 octobre 2021 | Mannheimer HC                                                           | 5 - 1   | HC Minsk     |                                          |                                          |
| 11h45          | Peillat 12e · Hartkopf 24e · Zmyslony 54e · Schachner 56e · Weigand 58e | (2 - 0) | 55e Staradub | Arbitrage : Andres Ortiz Shane O'Donnell | Arbitrage : Andres Ortiz Shane O'Donnell |
| 11h45          | Rapport                                                                 |         |              | Arbitrage : Andres Ortiz Shane O'Donnell | Arbitrage : Andres Ortiz Shane O'Donnell |

|       | KHC Dragons                                                    | 5 - 1   | Rot-Weiss Köln |                                      |                                      |
| 16h15 | Della Torre 19e · Cobbaert 25e · Denayer 32e, 47e · Rubens 51e | (2 - 1) | 18e Mazkour    | Arbitrage : Maarten Boxma Bruce Bale | Arbitrage : Maarten Boxma Bruce Bale |
| 16h15 | Rapport                                                        |         |                | Arbitrage : Maarten Boxma Bruce Bale | Arbitrage : Maarten Boxma Bruce Bale |

## Classement final
| Rang               | Équipe                     | J | V | N | P | BP | BC | Diff | Pts | Résultat      |
| ------------------ | -------------------------- | - | - | - | - | -- | -- | ---- | --- | ------------- |
| Médaille d'or      | HC Bloemendaal             | 2 | 1 | 1 | 0 | 6  | 3  | +3   | 4   | Champion      |
| Médaille d'argent  | Atlètic Terrassa HC        | 2 | 1 | 0 | 1 | 5  | 7  | -2   | 3   | Vice-champion |
| Médaille de bronze | Royal Léopold Club         | 2 | 1 | 1 | 0 | 5  | 3  | +2   | 4   | Troisième     |
| 4                  | HTC Uhlenhorst Mülheim     | 2 | 0 | 0 | 2 | 4  | 7  | -3   | 0   | Quatrième     |
| 5                  | SV Kampong                 | 2 | 2 | 0 | 0 | 10 | 3  | +7   | 6   | Knock-out 8   |
| 5                  | HC 's-Hertogenbosch        | 2 | 2 | 0 | 0 | 9  | 2  | +7   | 6   | Knock-out 8   |
| 5                  | Mannheimer HC              | 2 | 1 | 1 | 0 | 7  | 3  | +4   | 4   | Knock-out 8   |
| 5                  | KHC Dragons                | 2 | 1 | 0 | 1 | 6  | 2  | +4   | 4   | Knock-out 8   |
| 9                  | Rot-Weiss Köln             | 2 | 1 | 0 | 1 | 6  | 5  | +1   | 3   | Knock-out 8   |
| 9                  | SV Arminen                 | 2 | 1 | 0 | 1 | 6  | 5  | +1   | 3   | Knock-out 8   |
| 9                  | HC Minsk                   | 2 | 1 | 0 | 1 | 6  | 9  | -3   | 3   | Knock-out 8   |
| 9                  | Club Campo de Madrid       | 2 | 0 | 1 | 1 | 6  | 7  | -1   | 1   | Knock-out 8   |
| 13                 | Surbiton HC                | 2 | 1 | 1 | 0 | 6  | 1  | +5   | 4   | Knock-out 16  |
| 13                 | Hampstead & Westminster HC | 2 | 1 | 1 | 0 | 6  | 3  | +3   | 4   | Knock-out 16  |
| 13                 | La Gantoise HC             | 2 | 1 | 1 | 0 | 8  | 6  | +2   | 4   | Knock-out 16  |
| 13                 | Dinamo Elektrostal         | 2 | 1 | 0 | 1 | 7  | 5  | +2   | 3   | Knock-out 16  |
| 17                 | Three Rock Rovers HC       | 2 | 0 | 0 | 2 | 5  | 9  | -4   | 0   | Knock-out 16  |
| 17                 | Saint-Germain HC           | 2 | 0 | 0 | 2 | 2  | 10 | -8   | 0   | Knock-out 16  |
| 17                 | Dinamo Ak-Bars             | 2 | 0 | 0 | 2 | 0  | 10 | -10  | 0   | Knock-out 16  |
| 17                 | Grange HC                  | 2 | 0 | 0 | 2 | 0  | 10 | -10  | 0   | Knock-out 16  |